# Romain Tenant
Romain Tenant, né le 9 avril 1981 à Morlaix, est un joueur professionnel de squash représentant la France puis la Suède à partir des championnats d'Europe par équipes 2011. Il atteint en décembre 2007 la 95e place mondiale sur le circuit international, son meilleur classement. Bénéficiant de la double nationalité, il est champion de Suède en 2013.

## Biographie
Il commence le squash à l'âge de huit ans au club de Morlaix sous l'impulsion de son père.

## Palmarès

### Titres
- Championnats de Suède : 2013